# Epitoxasia indica
Epitoxasia indica är en skalbaggsart som beskrevs av Yves Gomy och Vienna 2001. Epitoxasia indica ingår i släktet Epitoxasia och familjen stumpbaggar. Inga underarter finns listade i Catalogue of Life.